# Rain Parade
Rain Parade est un groupe américain de rock alternatif, originaire de Los Angeles.

## Histoire

### Années 1980
Initialement appelé The Sidewalks, le groupe est fondé à Los Angeles par les colocataires Matt Piucci (guitare, chant) et David Roback (guitare, chant) en 1981, anciens camarades du Carleton College. Le frère de David, Steven Roback (basse, chant) rejoint le groupe peu de temps après. David et Steven firent partie d'un groupe appelé The Unconscious avec leur voisine Susanna Hoffs (qui deviendra membre des Bangles, le plus célèbre des groupes de Paisley Underground). Le groupe ajoute bientôt Will Glenn (claviers et violon) et plus tard Eddie Kalwa (batterie). Il publie lui-même son premier single, What She's Done to Your Mind sur son label Llama en 1982. En 1983, il sort son premier album, Emergency Third Rail Power Trip, sur le label Enigma/Zippo.
Après le départ de David Roback pour former un nouveau groupe, Opal, le reste du groupe continue à enregistrer en quatuor, sortant le mini-LP Explosions in the Glass Palace en 1984. Après la sortie d'un single, You Are My Friend, le batteur Eddie Kalwa quitte le groupe et est remplacé par Mark Marcum, avec John Thoman (guitare, chant) également ajouté à la formation.
Le groupe signe chez Island Records et enregistre un album live au Japon intitulé Beyond the Sunset. Le troisième album, Crashing Dream, sort en 1985. Le groupe se sépare en 1986, se reformant brièvement en 1988 pour terminer un double album qu'ils avaient commencé, dont des extraits sont présentés en 1991.

### Séparation et projets solos
Piucci sort en 1986 le LP Can't Get Lost When You're Goin' Nowhere avec Tim Lee, sous le nom du groupe Gone Fishin'. Il rejoint Crazy Horse.
Steven Roback forme le groupe Viva Saturn dont le premier album apparaît sur le label de San Francisco Heyday Records, dirigé à l'époque par Pat Thomas du groupe Absolute Grey. Viva Saturn sort ensuite deux LP supplémentaires, Soundmind et Brightside.
En 1983, David Roback réalise l'album folk psychédélique Rainy Day, composé de reprises interprétées par divers membres de la scène Paisley Underground que Roback avait enrôlé, sous le nom de Rainy Day. Il forme ensuite le groupe Clay Allison, rebaptisé Opal, avec l'ancienne bassiste de Dream Syndicate, Kendra Smith (qui apparaît également dans Rainy Day). Après le départ de Smith, Roback forme Mazzy Star en 1989 avec l'auteure-compositrice-interprète Hope Sandoval, venue reprendre le chant principal à la place de Smith.
Le claviériste Will Glenn est également membre du projet de Rainy Day, The Three O'Clock, et Viva Saturn, et enregistre avec Mazzy Star sous le nom de William Cooper. Glenn meurt d'un cancer le 16 mars 2001.
Mark Marcum rejoint le groupe de heavy metal Savage Grace et participe à l'album de 1986 After the Fall from Grace et sur un EP de 1987, Ride into the Night.

### Reformation
The Rain Parade se reforme en 2012, effectuant son concert de retour le 20 décembre 2012 au Café Du Nord à San Francisco, à guichets fermés avec Powder et le Bang Girl Group Revue. La formation de Rain Parade comprend les membres premiers Matt Piucci, Steven Roback et John Thoman, complétés par Mark Hanley, Alec Palao et l'ancien batteur de Game Theory Gil Ray. Cette formation se produit également au Earl à Atlanta, le 19 janvier 2013, au profit de Bobby Sutliff des Windbreakers, blessé dans un accident de voiture.
En décembre 2013, Rain Parade joue deux soirs avec trois autres groupes réunis du Paisley Underground, les Bangles, Dream Syndicate et The Three O'Clock, au Fillmore de San Francisco (le 5 décembre) et au Fonda Theatre de Los Angeles (le 6 décembre, un concert-bénéfice pour Education Through Music-Los Angeles).
En 2014, le batteur Gil Ray arrête de jouer en raison de problèmes de santé et est remplacé dans la formation par le retour de Stephan Junca. Ray meurt d'un cancer en 2017.
Trois nouveaux enregistrements de Rain Parade sortent en novembre 2018 dans le cadre d'un album de compilation intitulé 3 × 4, qui comprend également the Dream Syndicate, les Bangles et The Three O'Clock, chacun des quatre groupes reprenant les trois chansons de l'autre. Après la sortie initiale du Record Store Day comme un double album dans un vinyle violet, Yep Roc Records sort l'album en LP, CD et numérique en février 2019.
David Roback meurt d'un cancer métastatique le 25 février 2020.
Le groupe sort son premier album studio depuis 38 ans, Last Rays of a Dying Sun, le 4 août 2023.

## Discographie
Albums
- 1983 : Emergency Third Rail Power Trip
- 1985 : Crashing Dream
- 2023 : Last Rays of a Dying Sun

Singles et EPs
- 1982 : What She's Done to Your Mind b/w Kaleidoscope
- 1984 : Explosions in the Glass Palace, Enigma/Zippo
- 1984 : Sad Eyes Kill
- 1985 : You Are My Friend, Enigma/Zippo

Albums lives et compilations
- 1985 : Beyond the Sunset (Live in Tokyo 1984) (1985) Restless/Island
- 1991 : Demolition (extraits et matériel inédits)
- 1992 : Emergency Third Rail Power Trip/Explosions in the Glass Palace, Mau Mau
- 2002 : Perfume River (2002), concert à New York, novembre 1984
- 2018 : 3 × 4, Yep Roc Records